# Jocs Olímpics d'Estiu de 2012
Els Jocs Olímpics d'Estiu de 2012, oficialment Jocs de la XXX Olimpíada, van tenir lloc entre el 27 de juliol i el 12 d'agost de 2012 a Londres (Anglaterra), esdevenint així la primera ciutat a ser amfitriona de les olimpíades tres vegades, ja que també va organitzar els Jocs Olímpics dels anys 1908 i 1948. Tot i que la cerimònia inaugural, que marca el tret de sortida dels Jocs, fou el 27 de juliol, algunes competicions com la fase de grups de futbol femení i masculí, començaren el 25 i 26 de juliol respectivament. Concretament, el primer esdeveniment esportiu fou un partit de futbol femení entre Gran Bretanya i Nova Zelanda. Més de 10.000 atletes representant 204 comitès olímpics nacionals van participar en els jocs.

## Procés de designació

### Antecedents
Des que Londres albergà els Jocs Olímpics d'estiu de 1948, dues ciutats del Regne Unit havien presentat candidatura per ser seu dels jocs, Birmingham l'any 1992 i Manchester els anys 1996 i 2000 però foren derrotades per Barcelona, Atlanta i Sydney respectivament.
La idea de presentar una candidatura britànica per albergar els Jocs Olímpics de 2012, es comença a forjar l'any 1997 després de l'èxit de l'organització de l'Eurocopa de futbol de 1996. La idea és presa per l'alcalde de Londres l'any 2000, Ken Livingstone, que concebeix la designació olímpica com una oportunitat que permeti a l'ajuntament portar a terme la rehabilitació de tota la zona est de la ciutat. La idea, però, agafa embranzida gràcies al bon regust de boca que deixen els Jocs de la Commonwealth de 2002 a Manchester, amb una felicitació expressa del president del COI Jacques Rogge, el que fa que els diferents estaments polítics i esportius del país es bolquin amb la candidatura londinenca.

### Primera Fase

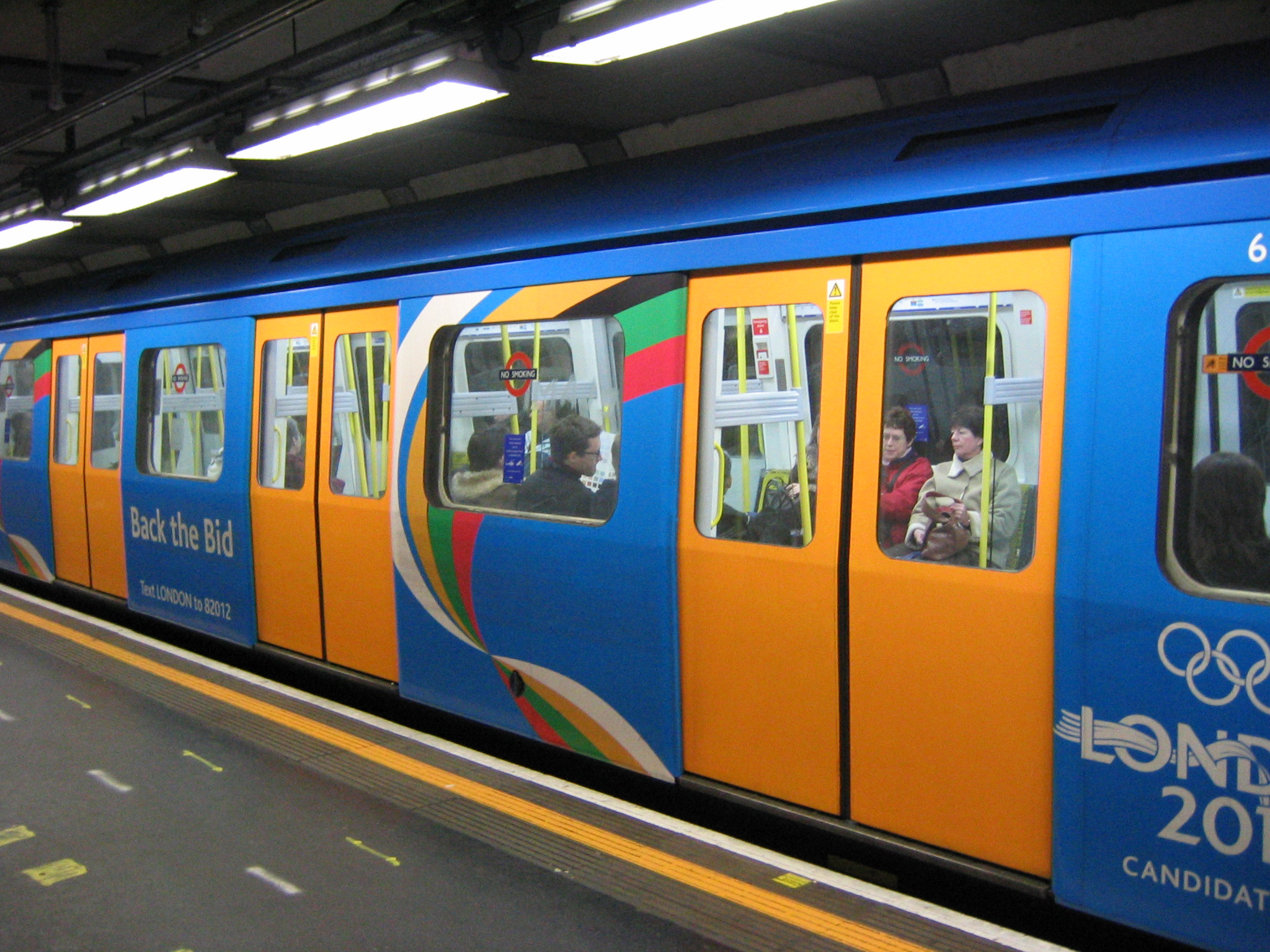
Un tren del Metro de Londres fent campanya en favor de la candidatura

En un primer moment, la responsable de la candidatura fou Barbara Cassani, coneguda empresària estatunidenca, que gaudia de cert reconeixement per la seva tasca en la internalització de la companyia aèria British Airways. El 15 de juliol de 2003, la data límit per presentar candidatura, nou ciutats havien mostrat el seu interés per ser la seu dels jocs: Londres, Madrid, París, Nova York, Moscou, L'Havana, Rio de Janeiro, Leipzig i Istanbul. Totes elles, entraven en una primera votació d'entre les quals les cinc candidatures més votades passarien a una segona fase i la resta quedarien eliminades. El 18 de maig de 2004 el COI anunciava que Londres, París, Madrid, Moscou i Nova York eren les ciutats que superaven aquesta primera fase i que optaven per a la designació final que es faria al juliol de l'any següent.

### Segona Fase
Fou en aquest moment quan Lord Sebastian Coe, qui ja formava part de l'equip com a vicepresident, substituí a Cassani al capdavant de la candidatura. L'elecció de Coe, estigué motivada pel fet que els informes tècnics fets pel Comitè Olímpic sobre les cinc candidatures destacaven que la candidatura londinenca anava molt endarrerida respecte a les candidatures de Madrid i París, i es necessitava donar un nou impuls. Alguns autors apunten que l'elecció de Coe fou conseqüència de diferents motius. Primer de tot, es tracta d'un doble campió olímpic, que a més havia desenvolupat càrrecs polítics al Regne Unit (fou membre de la Cambra dels Comuns entre 1992 i 1997). A part, Coe mantenia una estreta relació amb l'anterior president del COI, Joan Antoni Samaranch i fins i tot havia sonat com a futurible successor. Coe crea un equip amb un perfil molt més olímpic i no tan empresarial com el de Cassani, basat en antics atletes que havien participat n alguns Jocs Olímpics com Steve Redgrave, Kelly Holmes, Daley Thompson, Denise Lewis, Mathew Pinsent i l'atleta paralímpica Tanni Guy-Thompson i amb el suport puntual de gent de negocis i del món polític britànic.
La remuntada de Londres, s'inicià amb una campanya durant els Jocs Olímpics d'Atenes al 2004, fent molt visible la candidatura al llarg dels quinze dies que van durar els jocs, i fent especial èmfasi en la programació cultural que acompanyaria el programa esportiu. Un altre punt àlgid fou la visita dels observadors del COI a cada una de les ciutats olímpiques. A Londres foren rebuts en recepció oficial per la mateixa reina al Palau de Buckingham. Durant aquests dies prengué especial importància la tasca realitzada per l'aleshores primer ministre Tony Blair qui a més de rebre els observadors del COI al 10 de Downing Street, va rebre amb l'ajuda de Coe (antic diputat tory) el suport de l'oposició conservadora i dels Liberals, els líders dels quals acompanyaren a Blair durant la recepció.
Quan tots just faltava un mes per l'elecció, el COI publicà els informes de les 5 ciutats candidates. Els informes, tot i que no establien cap mena de rang entre les candidatures, sí que permetien fer una anàlisi de la situació de cada candidatura. Sembla haver cert consens que quan faltava un mes per l'elecció, París seguia al capdavant però frec a frec amb Londres qui havia mostrat una major evolució i seguides molt de prop per Madrid qui tenia molt avançades les infraestructures i presentava els índexs de suport popular als Jocs més elevats d'entre les candidates i per Nova York que presentava una excel·lent candidatura però amb l'inconvenient que ni l'estadi olímpic ni el centre d'aprovats del senyal internacional de televisió havien estat índexs.
Finalment, en la 117a Sessió del Comitè Olímpic Internacional (COI) realitzada a Singapur el 6 de juliol de 2005, Londres fou escollida com a seu dels Jocs Olímpics d'Estiu de 2012, derrotant la favorita París, per 54 a vots a 50 i després de superar una votació amb 5 rondes, on després de cada fase la candidata amb menys vot era eliminada:
| Jocs Olímpics d'estiu de 2012 | Jocs Olímpics d'estiu de 2012 | Jocs Olímpics d'estiu de 2012 | Jocs Olímpics d'estiu de 2012 | Jocs Olímpics d'estiu de 2012 | Jocs Olímpics d'estiu de 2012 | Jocs Olímpics d'estiu de 2012 |
| ----------------------------- | ----------------------------- | ----------------------------- | ----------------------------- | ----------------------------- | ----------------------------- | ----------------------------- |
| Ciutat                        | NOC                           | Ronda 1                       | Ronda 2                       | Ronda 3                       | Ronda 4                       |                               |
| Londres                       | Regne Unit                    | 22                            | 27                            | 39                            | 54                            |                               |
| París                         | França                        | 21                            | 25                            | 33                            | 50                            |                               |
| Madrid                        | Espanya                       | 20                            | 32                            | 31                            | —                             |                               |
| Nova York                     | Estats Units                  | 19                            | 16                            | —                             | —                             |                               |
| Moscou                        | Rússia                        | 15                            | —                             | —                             | —                             |                               |

## Atemptat terrorista
No havien passat ni 24 hores de la designació de Londres com a seu dels Jocs, que un total de quatre explosions van paralitzar el sistema de transport públic de la ciutat. Faltaven 10 minuts per a les 9 del matí (BST, UTC+1), quan van explotar tres bombes amb una diferència de 50 segons entre elles en tres vagons del metro de Londres. Una quarta bomba va explotar en un autobús a 3/4 i 2 minuts de 10 a la Plaça Tavistock. Les bombes van provocar una interrupció severa en el transport de la ciutat i la infraestructura de telecomunicacions. Van morir 56 persones, inclosos els quatre terroristes sospitosos, i 700 van resultar ferides.
La seva coincidència amb la designació olímpica, van fer obrir múltiples teories i rumors sobre l'elegibilitat de la ciutat. Tot i així, el COI de seguida es va reafirmar en la decisió presa i confirma Londres com a seu dels Jocs.

## Preparació

### Seus

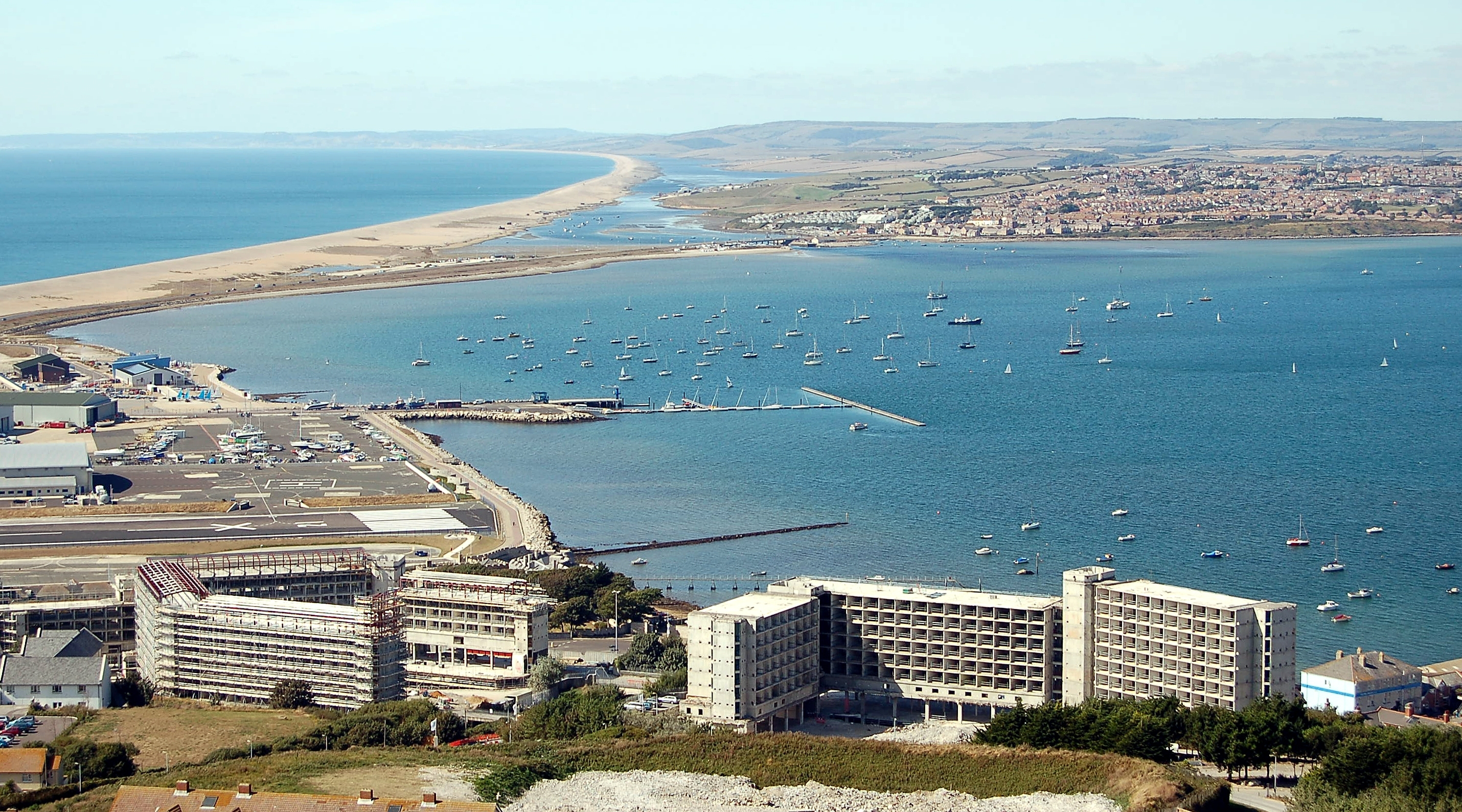
La Weymouth and Portland National Sailing academy seu de les competicions de vela

A l'hora d'escollir les seus dels Jocs, l'organització va decidir combinar llocs tradicionals de la ciutat com Hyde Park, el Palau de Buckingham o el Horse Guards Parade, amb una anella olímpica que permetés modernitzar el sud de la ciutat, on es concentrarien la majoria d'esdeveniments i on per exemple s'hi construiria l'estadi olímpic. Un cop acabats els jocs, algunes de les instal·lacions serien aprofitades tal com estaven durant l'esdeveniment, mentre que d'altres foren modificades o redissenyades per a un altre profit.
El pla olímpic de Londres divideix la ciutat en tres zones principals: el Parc Olímpic, la Zona Fluvial i la Zona central. A més algunes seus se situen fora de l'àrea de Londres.

#### Parc Olímpic
Està situat a Stratford, a l'est de Londres. Està edificat sobre una zona industrial i està a set minuts del centre de la ciutat. En aquesta zona estan situats:
- L'Estadi Olímpic, on es disputaran les proves d'atletisme i les cerimònies d'obertura i clausura.
- El Centre Aquàtic de Londres, seu de les competicions de salts, natació, natació sincronitzada i waterpolo.
- El Velopark, amb un velòdrom cobert per a les competicions de ciclisme en pista i un circuit de BMX.
- El Centre Olímpic d'Hoquei, on se celebrarà tot el relacionat amb aquest esport.
- Quatre pavellons coberts en els quals es disputarà el basquetbol, l'esgrima, el voleibol i l'handbol.
  - Pavelló 1 - voleibol
  - Pavelló 2 - basquetbol
  - Pavelló 3 - handbol
  - Pavelló 4 - esgrima
- La Vila Olímpica.
- El Centre Principal de Premsa (MPC) i el Centre Internacional de Radio i Televisió (IBC).

#### Zona Fluvial
La Zona Fluvial té cinc seus principals al voltant del riu Tàmesi.

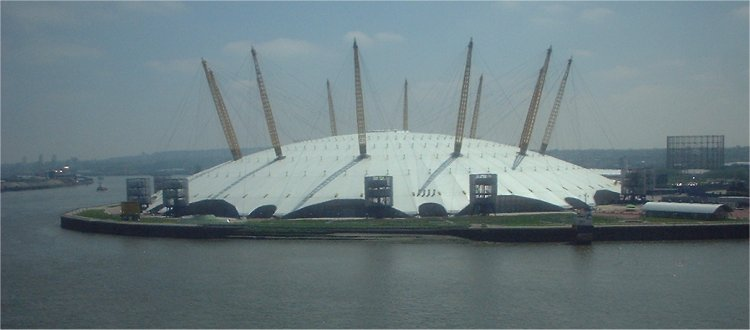
Millennium dome

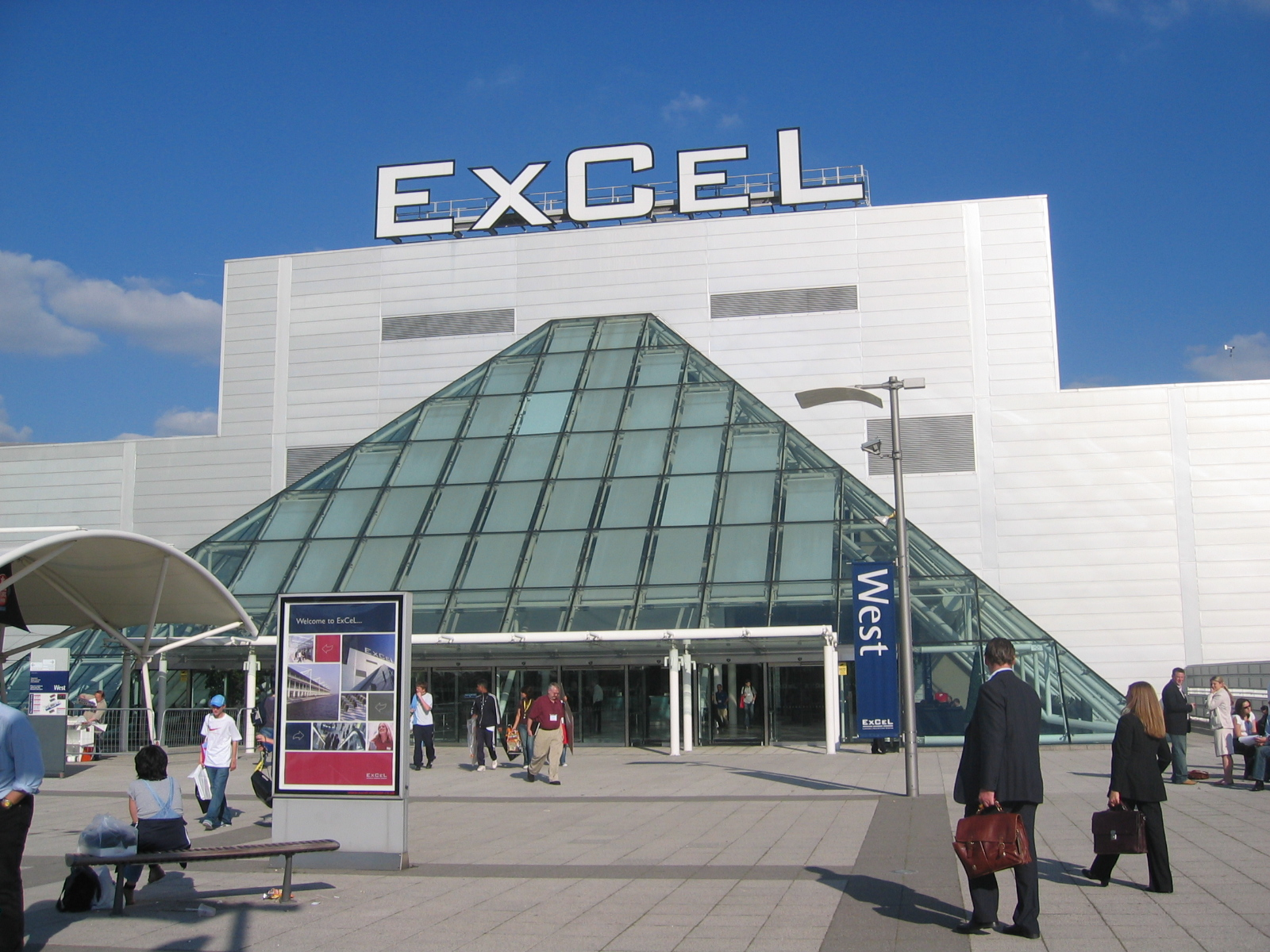
ExCeL Exhibition Centre

- El ExCeL Exhibition Centre, per a la boxa, judo, tennis de taula, basquetbol, halterofília, i lluita.
- El Millennium Dome, per a la gimnàstica i la fase final de basquetbol.
- El Greenwich Arena, per al bàdminton i la gimnàstica rítmica
- El Greenwich Park, per a les competicions d'equitació.
- Les Royal Artillery Barracks, per al tir.

#### Zona Central
- El nou Estadi de Wembley, va acollir les finals de futbol.
- Wimbledon va ser la seu per a les competicions de tennis.
- Lord's Cricket Ground per al tir amb arc.
- Regent's Park va acollir les proves de ciclisme en ruta.
- Horse Guards Parade per al vòlei platja.
- Hyde Park va acollir el triatló.

#### A la rodalia de Londres
- Weald Country Park, a Essex, acollirà les proves de mountain bike.
- El Canal de Piragüisme de Broxbourne, Hertfordshire va acollir els events de piragüisme, juntament amb
- Eton Dorney, prop de Windsor, que a més va acollir les competicions de rem.

#### Fora de Londres
- Weymouth and Portland National Sailing Academy, a Dorset, es va fer servir per a les competicions de vela.

A més, les primeres fases de competició de futbol es van celebrar a:
- Hampden Park a Glasgow,
- Millennium Stadium a Cardiff,
- Old Trafford a Manchester,
- St. James' Park a Newcastle
- Villa Park a Birmingham

## Medalles
Aproximadament unes 4700 medalles, entre Joc Olímpics i Paralímpics, foren entregades a Londres 2012. Les medalles foren elaborades per la Royal Mint o Casa de la Moneda Britànica de Llantrisant (país de Gal·les). Els dissenyadors foren David Watkins (Jocs Olímpics) i Lin Cheung (Jocs Paralímpics) i el 99% dels metalls (or, plata i coure) van ser donades per les empreses Kennec Rio Tinto i provenien de la mina de Bingham Canyon al sud-est de Salt Lake City (Estats Units) mentre que l'1% restant provenia de la mina de Oyu Tolgoi en ple desert del Gobi a Mongòlia. Cada medalla pesava entre 375 i 400 grams amb un diàmetre de 85 mm i de 7 mm de gruix. A l'anvers, com és tradicional des dels jocs d'Amsterdam de 1928, amb trets de la deessa de la victòria Nice de l'estadi Panathinakó, seu dels primers Jocs Olímpics moderns combinat amb una imatge del Partenó de fons i al revers una imatge del riu Tàmesi amb el logo del jocs combinades amb sèrie de línies que representen l'energia d'atletes. Les medalles foren entregades en 805 cerimònies.
Les mateixes medalles, arribaren a Londres el dia 2 de juliol de 2012 en una cerimònia presidida pel president de l'organització Sebastian Coe i pel ministre d'esports Hugh Robertson i quedaren en custòdia a la Torre de Londres sota la responsabilitat de la guàrdia d'aquest monument, coneguts tradicionalment com a Beefeaters.
Cada medalla d'or es compon de 92,5% de plata i 1,34% d'or, amb la resta de coure. La de plata, era exactament igual, però sense or mentre que la de bronze era una combinació entre un 97% de bronze i un 2,5% de zinc. Per a fabricar cada medalla es requeria unes 10 hores. Un disc de 35 mm era col·locat en un forn vora els 750 °c per estovar la medalla i aleshores un disc de metall era premsat en l'anterior amb una pressió inferior a les 900 tones.

## Comitès participants
| 300+ | 100+ | 30+ | 10+ | 5+ | 1+ |

Mida dels equips

En aquests Jocs Olímpics van participar-hi 204 federacions estatals afiliades al Comitè Olímpic Internacional, el mateix nombre de representacions que als anteriors Jocs Olímpics, tot i que l'any 2011 fou dissolt el Comitè Olímpic de les Antilles Neerlandeses, i el seu lloc fou ocupat per Brunei, que havia estat exclòs de participar en els anteriors jocs. Tanmateix, els atletes de les Antilles Neerlandeses, així com un atleta del Sudan del Sud varen competir com a Participants Olímpics Independents.
| Llistat dels estats participants (Quantitat d'atletes) | Llistat dels estats participants (Quantitat d'atletes) | Llistat dels estats participants (Quantitat d'atletes) |
| --- | --- | --- |
| - Afganistan (6) - Albània (10) - Alemanya (399) - Andorra (6) - Angola (35) - Antigua i Barbuda (4) - Aràbia Saudita (19) - Algèria (39) - Argentina (142) - Armènia (25) - Aruba (4) - Austràlia (414) - Àustria (70) - Azerbaidjan (53) - Bahames (26) - Bangladesh (5) - Barbados (6) - Brunei (12) - Bèlgica (119) - Belize (3) - Benín (5) - Bermudes (8) - Belarús (173) - Bolívia (5) - Bòsnia i Hercegovina (6) - Botswana (4) - Brasil (267) - Brunei (3) - Bulgària (63) - Burkina Faso (5) - Burundi (6) - Bhutan (2) - Cambodja (6) - Camerun (37) - Canadà (281) - Cap Verd (3) - Colòmbia (109) - Comores (3) - Rep. del Congo (7) - Corea del Nord (56) - Corea del Sud (258) - Costa d'Ivori (10) - Costa Rica (11) - Croàcia (109) - Cuba (110) - Dinamarca (115) - Djibouti (6) - Dominica (2) - Equador (36) - Egipte (119) - Emirats Àrabs Units (30) - Eritrea (12) - Eslovàquia (46) - Eslovènia (69) - Espanya (293) - Estats Units (539) - Estònia (34) - Etiòpia (35) - Filipines (11) - Finlàndia (59) - Fiji (9) - França (340) - Gabon (28) - Gàmbia (2) - Geòrgia (35) - Ghana (9) - Grenada (10) - Grècia (107) - Guam (8) | - Guatemala (19) - Guinea (4) - Guinea Bissau (4) - Guinea Equatorial (2) - Guyana (6) - Haití (5) - Hondures (31) - Hong Kong (42) - Hongria (159) - Iemen (4) - Índia (83) - Indonèsia (22) - Iran (53) - Iraq (8) - Irlanda (65) - Islàndia (28) - Illes Caiman (5) - Illes Cook (8) - Illes Marshall (4) - Illes Verges Britàniques (2) - Illes Verges Americanes (7) - Israel (37) - Itàlia (289) - Jamaica (50) - Japó (305) - Jordània (9) - Kazakhstan (115) - Kenya (47) - Kirguizstan (14) - Kiribati (3) - Kuwait (10) - Laos (3) - Lesotho(4) - Letònia (46) - Líban (10) - Libèria (4) - Líbia (4) - Liechtenstein (3) - Lituània (62) - Luxemburg (10) - Macedònia del Nord (4) - Madagascar (7) - Malàisia (30) - Malawi (3) - Maldives (5) - Mali (6) - Malta (5) - Marroc (72) - Maurici (11) - Mauritània (2) - Mèxic (106) - Micronèsia (6) - Moçambic (6) - Moldàvia (22) - Mònaco (6) - Mongòlia (29) - Montenegro (34) - Myanmar (6) - Namíbia (9) - Nauru (2) - Nepal (5) - Nicaragua (6) - Níger (6) - Nigèria (53) - Noruega (65) - Nova Zelanda (195) - Oman (4) - Països Baixos (182) | - Pakistan (23) - Palestina (5) - Panamà (8) - Papua Nova Guinea (8) - Paraguai (8) - Participants Olímpics Independents (IOP) (4) - Perú (16) - Polònia (220) - Portugal (80) - Puerto Rico (25) - Qatar (12) - Regne Unit (558) - República Centreafricana (6) - R.D. del Congo (4) - República Dominicana (35) - República de Palau (5) - Txèquia (133) - Romania (105) - Rússia (441) - Ruanda (7) - Salomó (4) - El Salvador (10) - Samoa (8) - Samoa Americana (5) - Saint Kitts i Nevis (7) - Saint Lucia (4) - Saint Vincent i les Grenadines (3) - San Marino (4) - São Tomé i Príncipe (2) - Senegal (35) - Sèrbia (118) - Seychelles (6) - Sierra Leone (2) - Singapur (23) - Síria (10) - Somàlia (2) - Sri Lanka (7) - Sud-àfrica (133) - Sudan (6) - Suècia (140) - Suïssa (106) - Surinam (5) - Eswatini (3) - Tadjikistan (16) - Tailàndia (37) - Tanzània (7) - Timor Oriental (2) - Togo (6) - Tonga (3) - Trinitat i Tobago (31) - Tunísia (84) - Turkmenistan (10) - Turquia (114) - Tuvalu (3) - Txad (3) - Ucraïna (238) - Uganda (16) - Uruguai (29) - Uzbekistan (54) - Vanuatu (5) - Veneçuela (69) - Vietnam (18) - Xile (35) - R.P. de la Xina (385) - Xina Taipei (44) - Xipre (13) - Zàmbia (7) - Zimbàbue (7) |

## Logotip
Actualment s'han utilitzat dos logos. El primer va ser creat per l'estudi Kino Design per al procés d'elecció, mentre que el segon va ser creat per als jocs per Wolff Olins, amb un cost de 400.000 lliures.

## Programa

### Esports
Un total de 26 esports i 302 esdeveniments es van realitzar als Jocs. El beisbol i el softbol deixen de ser presents en el programa oficial dels Jocs Olímpics, alhora que s'incorpora la competició femenina en la boxa. Als Jocs de Londres 2012 no hi va haver cap esport de demostració.

### Calendari
| CO | Cerimònia d'Obertura | ● | Competició | 1 | Finals | CC | Cerimònia de Clausura |

| Juliol / Agost        | 25 Dx | 26 Dj | 27 Dv | 28 Ds | 29 Dg | 30 Dl | 31 Dm | 1 Dx | 2 Dj | 3 Dv | 4 Ds | 5 Dg | 6 Dl | 7 Dm | 8 Dx | 9 Dj | 10 Dv | 11 Ds | 12 Dg | Events |
| --------------------- | ----- | ----- | ----- | ----- | ----- | ----- | ----- | ---- | ---- | ---- | ---- | ---- | ---- | ---- | ---- | ---- | ----- | ----- | ----- | ------ |
| Cerimònies            |       |       | CO    |       |       |       |       |      |      |      |      |      |      |      |      |      |       |       | CC    |        |
| Atletisme             |       |       |       |       |       |       |       |      |      | 2    | 5    | 7    | 5    | 4    | 4    | 5    | 6     | 8     | 1     | 47     |
| Bàdminton             |       |       |       | ●     | ●     | ●     | ●     | ●    | ●    | 1    | 2    | 2    |      |      |      |      |       |       |       | 5      |
| Bàsquet               |       |       |       | ●     | ●     | ●     | ●     | ●    | ●    | ●    | ●    | ●    | ●    | ●    | ●    | ●    | ●     | 1     | 1     | 2      |
| Boxa                  |       |       |       | ●     | ●     | ●     | ●     | ●    | ●    | ●    | ●    | ●    | ●    | ●    | ●    | 3    | ●     | 5     | 5     | 13     |
| Ciclisme              |       |       |       | 1     | 1     |       |       | 2    | 2    | 2    | 1    | 1    | 1    | 3    | ●    | ●    | 2     | 1     | 1     | 18     |
| Esgrima               |       |       |       | 1     | 1     | 1     | 1     | 2    | 1    | 1    | 1    | 1    |      |      |      |      |       |       |       | 10     |
| Futbol                | ●     | ●     |       | ●     | ●     |       | ●     | ●    |      | ●    | ●    |      | ●    | ●    |      | 1    | ●     | 1     |       | 2      |
| Gimnàstica            |       |       |       | ●     | ●     | 1     | 1     | 1    | 1    | 1    | 1    | 3    | 3    | 4    |      | ●    | ●     | 1     | 1     | 18     |
| Halterofília          |       |       |       | 1     | 2     | 2     | 2     | 2    |      | 2    | 1    | 1    | 1    | 1    |      |      |       |       |       | 15     |
| Handbol               |       |       |       | ●     | ●     | ●     | ●     | ●    | ●    | ●    | ●    | ●    | ●    | ●    | ●    | ●    | ●     | 1     | 1     | 2      |
| Hípica                |       |       |       | ●     | ●     | ●     | 2     |      | ●    | ●    | ●    | ●    | 1    | 1    | 2    |      |       |       |       | 6      |
| Hoquei sobre herba    |       |       |       |       | ●     | ●     | ●     | ●    | ●    | ●    | ●    | ●    | ●    | ●    | ●    | ●    | 1     | 1     |       | 2      |
| Judo                  |       |       |       | 2     | 2     | 2     | 2     | 2    | 2    | 2    |      |      |      |      |      |      |       |       |       | 14     |
| Lluita                |       |       |       |       |       |       |       |      |      |      |      | 2    | 3    | 2    | 2    | 2    | 2     | 3     | 2     | 18     |
| Natació               |       |       |       | 4     | 4     | 4     | 4     | 4    | 4    | 4    | 4    |      |      |      |      | 1    | 1     |       |       | 34     |
| Natació sincronitzada |       |       |       |       |       |       |       |      |      |      |      | ●    | ●    | 1    |      | ●    | 1     |       |       | 2      |
| Pentatló modern       |       |       |       |       |       |       |       |      |      |      |      |      |      |      |      |      |       | 1     | 1     | 2      |
| Piragüisme            |       |       |       |       | ●     | ●     | 1     | 1    | 2    |      |      |      | ●    | ●    | 4    | 4    | ●     | 4     |       | 16     |
| Rem                   |       |       |       | ●     | ●     | ●     | ●     | 3    | 3    | 4    | 4    |      |      |      |      |      |       |       |       | 14     |
| Salts                 |       |       |       |       | 1     | 1     | 1     | 1    |      | ●    | ●    | 1    | ●    | 1    | ●    | 1    | ●     | 1     |       | 8      |
| Taekwondo             |       |       |       |       |       |       |       |      |      |      |      |      |      |      | 2    | 2    | 2     | 2     |       | 8      |
| Tennis                |       |       |       | ●     | ●     | ●     | ●     | ●    | ●    | ●    | 2    | 3    |      |      |      |      |       |       |       | 5      |
| Tennis de taula       |       |       |       | ●     | ●     | ●     | ●     | 1    | 1    | ●    | ●    | ●    | ●    | 1    | 1    |      |       |       |       | 4      |
| Tir                   |       |       |       | 2     | 2     | 1     | 1     | 1    | 1    | 2    | 2    | 1    | 2    |      |      |      |       |       |       | 15     |
| Tir amb arc           |       |       | ●     | 1     | 1     | ●     | ●     | ●    | 1    | 1    |      |      |      |      |      |      |       |       |       | 4      |
| Triatló               |       |       |       |       |       |       |       |      |      |      | 1    |      |      | 1    |      |      |       |       |       | 2      |
| Vela                  |       |       |       |       | ●     | ●     | ●     | ●    | ●    | ●    | ●    | 2    | 2    | 2    | 1    | 1    | 1     | 1     |       | 10     |
| Voleibol              |       |       |       | ●     | ●     | ●     | ●     | ●    | ●    | ●    | ●    | ●    | ●    | ●    | 1    | 1    | ●     | 1     | 1     | 4      |
| Waterpolo             |       |       |       |       | ●     | ●     | ●     | ●    | ●    | ●    | ●    | ●    | ●    | ●    | ●    | 1    | ●     |       | 1     | 2      |
| Proves totals         |       |       |       | 12    | 14    | 12    | 15    | 20   | 18   | 22   | 25   | 23   | 18   | 21   | 17   | 22   | 16    | 32    | 15    | 302    |
| Total acumulatiu      |       |       |       | 12    | 26    | 38    | 53    | 73   | 91   | 113  | 138  | 161  | 179  | 200  | 217  | 239  | 255   | 287   | 302   |        |
| Juliol / Agost        | 25 Dx | 26 Dj | 27 Dv | 28 Ds | 29 Dg | 30 Dl | 31 Dm | 1 Dx | 2 Dj | 3 Dv | 4 Ds | 5 Dg | 6 Dl | 7 Dm | 8 Dx | 9 Dj | 10 Dv | 11 Ds | 12 Dg | Proves |

| CO | Cerimònia d'Obertura | ● | Competició | 1 | Finals | CC | Cerimònia de Clausura |

### Medaller
Els Estats Units es van tornar a imposar en el medaller després que en l'edició anterior ocupessin la segona posició.
La classificació dels deu primers fou (país amfitrió ressaltat):
| Pos. | Comitè Olímpic        | Or | Plata | Bronze | Total |
| 1    | Estats Units (USA)    | 45 | 28    | 30     | 103   |
| 2    | R.P. de la Xina (CHN) | 38 | 27    | 22     | 87    |
| 3    | Rússia (RUS)          | 24 | 25    | 32     | 81    |
| 4    | Regne Unit (GBR)      | 29 | 17    | 19     | 65    |
| 5    | Alemanya (GER)        | 11 | 18    | 15     | 44    |
| 6    | Japó (JPN)            | 7  | 12    | 17     | 36    |
| 7    | Austràlia (AUS)       | 7  | 16    | 12     | 35    |
| 8    | França (FRA)          | 10 | 11    | 11     | 32    |
| 8    | Itàlia (ITA)          | 8  | 9     | 10     | 27    |
| 9    | Corea del Sud (KOR)   | 12 | 8     | 6      | 26    |

### Medallistes més guardonats
Categoria masculina
| Nom            | CON             | Disciplina | Or | Plata | Bronze | Total |
| Michael Phelps | Estats Units    | Natació    | 4  | 2     | 0      | 6     |
| Ryan Lochte    | Estats Units    | Natació    | 2  | 2     | 1      | 5     |
| Sun Yang       | R.P. de la Xina | Natació    | 2  | 1     | 1      | 4     |
| Usain Bolt     | Jamaica         | Atletisme  | 3  | 0     | 0      | 3     |
| Matt Grevers   | Estats Units    | Natació    | 2  | 1     | 0      | 3     |
| Nathan Adrian  | Estats Units    | Natació    | 2  | 1     | 0      | 3     |
| Yannick Agnel  | França          | Natació    | 2  | 1     | 0      | 3     |

Categoria femenina
| Nom             | CON          | Disciplina | Or | Plata | Bronze | Total |
| Missy Franklin  | Estats Units | Natació    | 4  | 0     | 1      | 5     |
| Allison Schmitt | Estats Units | Natació    | 3  | 1     | 1      | 5     |
| Alicia Coutts   | Austràlia    | Natació    | 1  | 2     | 2      | 5     |
| Dana Vollmer    | Estats Units | Natació    | 3  | 0     | 0      | 3     |
| Allyson Felix   | Estats Units | Atletisme  | 3  | 0     | 0      | 3     |